# 2004 Lexell
2004 Lexell eller 1973 SV2 är en asteroid i huvudbältet som upptäcktes den 22 september 1973 av den rysk-sovjetiske astronomen Nikolaj Tjernych vid Krims astrofysiska observatorium på Krim. Den har fått sitt namn efter den svensk-ryske astronomen Anders Johan Lexell.
Asteroiden har en diameter på ungefär 7 kilometer.